# San Diego Film Critics Society Awards 2018
I premi del 23° San Diego Film Critics Society Awards sono stati annunciati il 10 dicembre 2018.

## Premi e candidature
I vincitori sono evidenziati in grassetto, di seguito gli altri candidati.

### Miglior film
- Senza lasciare traccia (Leave No Trace), regia di Debra Granik
- La favorita (The Favourite), regia di Yorgos Lanthimos
- La ballata di Buster Scruggs (The Ballad of Buster Scruggs), regia di Joel ed Ethan Coen
- Green Book, regia di Peter Farrelly
- A Quiet Place - Un posto tranquillo (A Quiet Place), regia di John Krasinski

### Miglior film di animazione
- L'isola dei cani (Isle of Dogs), regia di Wes Anderson
- Have a Nice Day (大世界), regia di Liu Jian
- Gli Incredibili 2 (Incredibles 2), regia di Brad Bird
- Ralph spacca Internet (Ralph Breaks the Internet), regia di Phil Johnston e Rich Moore
- Spider-Man - Un nuovo universo (Spider-Man: Into the Spider-Verse), regia di Bob Persichetti, Peter Ramsey e Rodney Rothman

### Miglior attore
- Ethan Hawke - First Reformed - La creazione a rischio (First Reformed)
- Christian Bale - Vice - L'uomo nell'ombra (Vice)
- Lucas Hedges - Boy Erased - Vite cancellate (Boy Erased)
- Viggo Mortensen - Green Book
- John C. Reilly - I fratelli Sisters (The Sisters Brothers)

### Miglior attrice
- Glenn Close - The Wife - Vivere nell'ombra (The Wife)
- Elsie Fisher - Eighth Grade - Terza media (Eighth Grade)
- Lady Gaga - A Star Is Born
- Melissa McCarthy - Copia originale (Can You Ever Forgive Me?)
- Carey Mulligan - Wildlife

### Miglior attore non protagonista
- Timothée Chalamet - Beautiful Boy
- Richard E. Grant - Copia originale (Can You Ever Forgive Me?)
- Mahershala Ali - Green Book
- Joel Edgerton - Boy Erased - Vite cancellate (Boy Erased)
- Sam Elliott - A Star Is Born

### Migliore attrice non protagonista
- Nicole Kidman - Boy Erased - Vite cancellate (Boy Erased)
- Nina Arianda - Stan & Ollie
- Zoe Kazan - La ballata di Buster Scruggs (The Ballad of Buster Scruggs)
- Thomasin McKenzie - Senza lasciare traccia (Leave No Trace)
- Alia Shawkat - Blaze

### Miglior artista emergente
- Thomasin McKenzie - Senza lasciare traccia (Leave No Trace)
- Bo Burnham - Eighth Grade - Terza media (Eighth Grade)
- Elsie Fisher - Eighth Grade - Terza media (Eighth Grade)
- Rami Malek - Bohemian Rhapsody
- Charlie Plummer - Charley Thompson (Lean on Pete)

### Miglior performance comica
- Hugh Grant - Paddington 2
- Awkwafina - Crazy & Rich (Crazy Rich Asians)
- Jason Bateman - Game Night - Indovina chi muore stasera? (Game Night)
- Jesse Plemons - Game Night - Indovina chi muore stasera? (Game Night)
- Ryan Reynolds - Deadpool 2

### Miglior cast
- Game Night - Indovina chi muore stasera? (Game Night)
- La ballata di Buster Scruggs (The Ballad of Buster Scruggs)
- Boy Erased - Vite cancellate (Boy Erased)
- La favorita (The Favourite)
- Green Book

### Miglior regista
- Debra Granik - Senza lasciare traccia (Leave No Trace)
- Bo Burnham - Eighth Grade
- John Krasinski - A Quiet Place - Un posto tranquillo (A Quiet Place)
- Peter Farrelly - Green Book
- Yorgos Lanthimos - La favorita (The Favourite)

### Miglior fotografia
- Bruno Delbonnel - La ballata di Buster Scruggs (The Ballad of Buster Scruggs)
- Joshua James Richards - The Rider - Il sogno di un cowboy (The Rider)
- Alfonso Cuarón - Roma
- Alexander Dynan - First Reformed - La creazione a rischio (First Reformed)
- Magnus Nordenhof Jønck - Charley Thompson (Lean on Pete)

### Miglior documentario
- Three Identical Strangers, regia di Tim Wardle
- Free Solo, regia di Elizabeth Chai Vasarhelyi e Jimmy Chin
- Love, Gilda, regia di Lisa Dapolito
- Alla corte di Ruth - RBG (RBG), regia di Betsy West e Julie Cohen
- Won't You Be My Neighbor?, regia di Morgan Neville

### Miglior montaggio
- Dave Egan e Jamie Gross - Game Night - Indovina chi muore stasera? (Game Night)
- Joel and Ethan Coen - La ballata di Buster Scruggs (The Ballad of Buster Scruggs)
- Patrick J. Don Vito - Green Book
- Giōrgos Mauropsaridīs - La favorita (The Favourite)
- Christopher Tellefsen - A Quiet Place - Un posto tranquillo (A Quiet Place)

### Migliori costumi
- Sandy Powell - La favorita (The Favourite)
- Lindy Hemming - Paddington 2
- Guy Sperenza - Stan & Ollie
- Mary E. Vogt - Crazy & Rich (Crazy Rich Asians)
- Mary Zophres - La ballata di Buster Scruggs (The Ballad of Buster Scruggs)

### Migliore scenografia
- Fiona Crombie - La favorita (The Favourite)
- Hannah Beachler - Black Panther
- Tim Galvin - Green Book
- John Paul Kelly - Stan & Ollie
- Adam Stockhausen - Ready Player One

### Migliore colonna sonora
- 7 sconosciuti a El Royale (Bad Times at the El Royale)
- Blaze
- Bohemian Rhapsody
- Green Book
- A Star Is Born

### Migliori effetti speciali
- Ready Player One
- Black Panther
- Ritorno al Bosco dei 100 Acri (Christopher Robin)
- L'isola dei cani (Isle of Dogs)
- Paddington 2

### Migliore sceneggiatura originale
- Bo Burnham - Eighth Grade - Terza media (Eighth Grade)
- Wes Anderson - L'isola dei cani (Isle of Dogs)
- Scott Beck, John Krasinski e Bryan Woods - A Quiet Place - Un posto tranquillo (A Quiet Place)
- Joel ed Ethan Coen - La ballata di Buster Scruggs (The Ballad of Buster Scruggs)
- Brian Hayes Currie, Peter Farrelly e Nick Vallelonga - Green Book

### Migliore adattamento della sceneggiatura
- Peter Fellows, Armando Iannucci, Ian Martin, Fabien Nury e David Schneider - Morto Stalin, se ne fa un altro (The Death of Stalin)
- Joel Edgerton - Boy Erased - Vite cancellate (Boy Erased)
- Debra Granik ed Anne Rosellini - Senza lasciare traccia (Leave No Trace)
- Nicole Holofcener e Jeff Whitty - Copia originale (Can You Ever Forgive Me?)
- David Lowery - Old Man & the Gun (The Old Man & the Gun)

### Miglior film in lingua straniera
- Un affare di famiglia (万引き家族), regia di Hirokazu Kore-eda • Giappone
- Cafarnao - Caos e miracoli (Capernaum), regia di Nadine Labaki • Libano
- Cold War, regia di Paweł Pawlikowski • Polonia / Regno Unito / Francia
- Il colpevole - The Guilty (Den skyldige), regia di Gustav Möller • Danimarca
- Roma, regia di Alfonso Cuarón • Messico

### Body of Work
- John C. Reilly per I fratelli Sisters (The Sisters Brothers), Ralph spacca Internet (Ralph Breaks the Internet) e Stan & Ollie